# Camargue
Pour les articles homonymes, voir Camargue (homonymie).
La Camargue (prononcé /ka.maʁg/ en français standard ; /ka.ˈmaʁ.gə/ localement) est une région naturelle française située au bord de la mer Méditerranée, dans les départements du Gard et des Bouches-du-Rhône, et formée par le delta du Rhône. Même si le véritable centre urbain de la Camargue est Arles, les Saintes-Maries-de-la-Mer sont généralement reconnues comme étant la capitale de la Camargue du fait de leur position relativement centrale sur la côte.
La Camargue est une zone humide paralique de 150 000 hectares qui abrite de nombreuses espèces animales et végétales. Elle est classée comme parc naturel régional depuis 1970 et reconnue réserve de biosphère par l'Unesco depuis 1977. Depuis le XIXe siècle, elle a fait l'objet d'importants aménagements hydrauliques.

## Toponymie
Camargue s'écrit Camargo (graphie mistralienne) en provençal, Camarga, en languedocien.
Le poète camarguais Elly Rul a recensé en 1938 les hypothèses anciennes, non étayées par des documents d'archives ou simplement fantaisistes : Caii Marii Agger (retranchement ou camp de Marius en latin), Ca-mar (champ recouvert d’eau, en dialecte celto-ligurien), cara-marca (« chère frontière », en provençal), ou n'a cap marca (« n’a pas de frontière »). L'hypothèse Caii Marii Agger avait précédemment été soutenue par l'historien du XVIIIe siècle Louis-Pierre Anquetil. La thèse retenant une origine latine, formée à partir de mots désignant des terres (champs) recouvertes d'eau, est à privilégier, sachant que le toponyme se retrouve sur d'autres territoires correspondant à cette description : le Mas Camargues et le Bois des Camargues, notamment, sis sur la commune de Pont de Montvert - Sud Mont Lozère, sur de grands espaces où naît le Tarn.[réf. nécessaire]
Après avoir rappelé que certains historiens ont fait dériver le nom de Camargue du cognomen du notable arlésien Aulus Annius Camars qui eut une brillante carrière dans l'Empire romain au Ier siècle et fut un important propriétaire en Camargue, Fernand Benoit fait dériver son nom de Camars du toponyme Camargue. Pour lui, le mot Camargue désigne un territoire voisin de la mer et ce mot se retrouve aux embouchures du Rhin, sur l'Adriatique, en Orient et dans de nombreuses localités citées par Alfred Holder dans Alt-celtischer Sprachschatz (t. 1, 1896 : Cama-acu-s, Camar-ica, col.709-710) : Kammerich, Kamerik, Camarsac, Chéméré ou Camargo près de Santender.
Selon les lexicographes Bénédicte et Jean-Jacques Fénié « Camargue […] serait un nom d’origine latine, issu probablement d’un domaine du sénateur Camars de la gens Annia fort influente à Arles, il est formé avec le suffixe -icus » (qui signifie « qui est relatif à »).
Jacques Astor pour sa part affirme que les toponymes CAMARET (Vaucluse), CHAMARET (Drôme), CAMARADE (Ariège), CAMARAT (Var) et LA CAMARGUE (in insula Camaricas en 923, peut-être pour désigner les actuels îlots des Rièges) représentent des dérivés latins en -etum (collectif) ou -ittu (diminutif), -atum/-ata (collectif) et -icum (d'appartenance) d'un simple camar- dont le sens est à déterminer et à rechercher autour de toponymes du type CAMARRE (le puech de CAMARRE) du Cantal.

## Géographie
La Camargue forme un triangle de 150 000 hectares dont les pointes sont Arles, Le Grau-du-Roi et Fos-sur-Mer. On distingue trois parties :
- la Camargue proprement dite, comprise entre les deux bras du Rhône encore actifs, le Grand-Rhône à l'est et le Petit-Rhône à l'ouest (Bouches-du-Rhône) ;
- la Petite Camargue, ou Camargue gardoise, qui est la partie de la Camargue située à l'ouest du Petit-Rhône, dans le département du Gard.
- le Plan du Bourg à l'est du Grand-Rhône (Bouches-du-Rhône), contigu à la plaine de Crau.

Les ponts de Camargue.
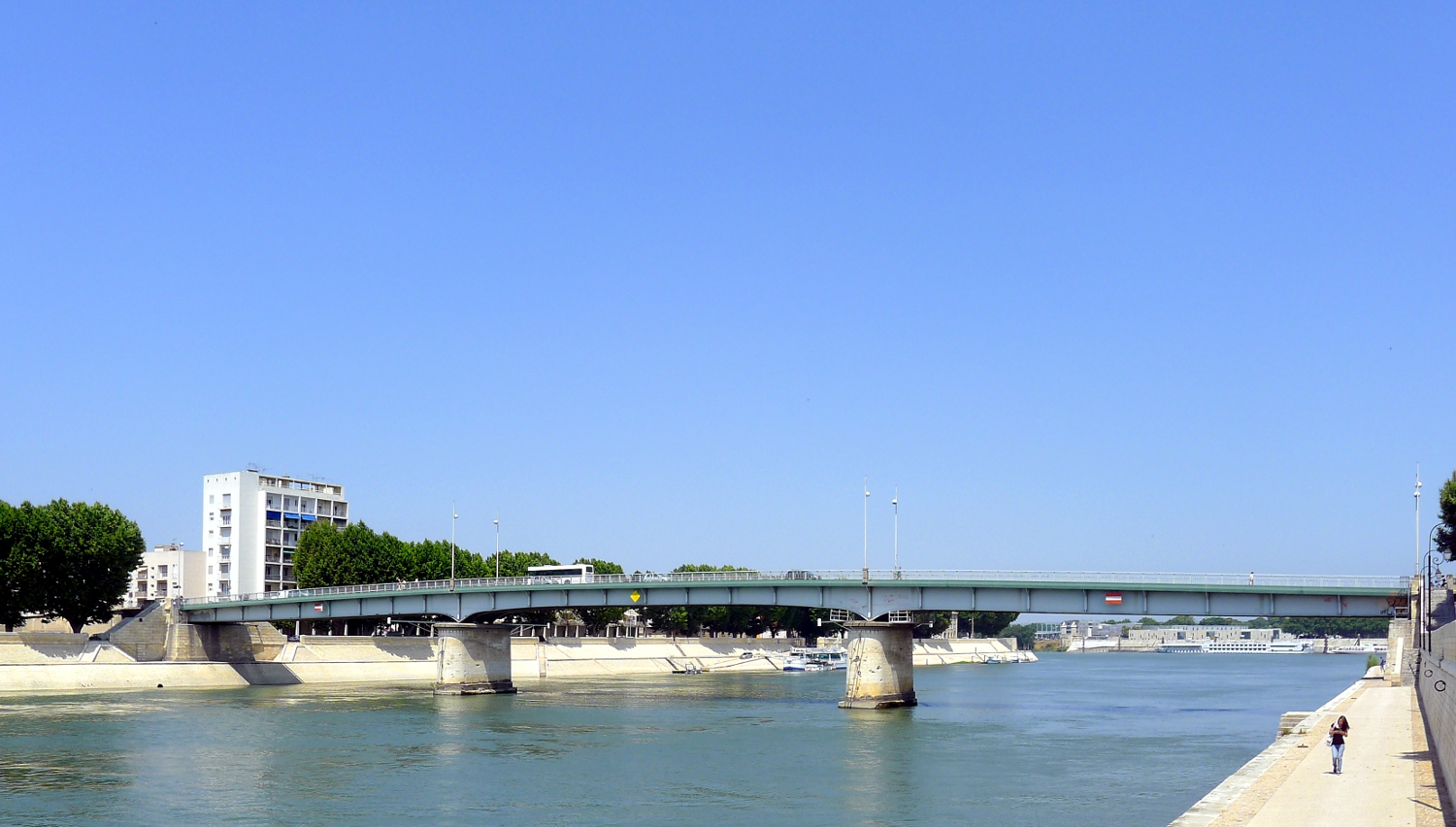
Arles : le pont de Trinquetaille (1950) sur le grand Rhône.
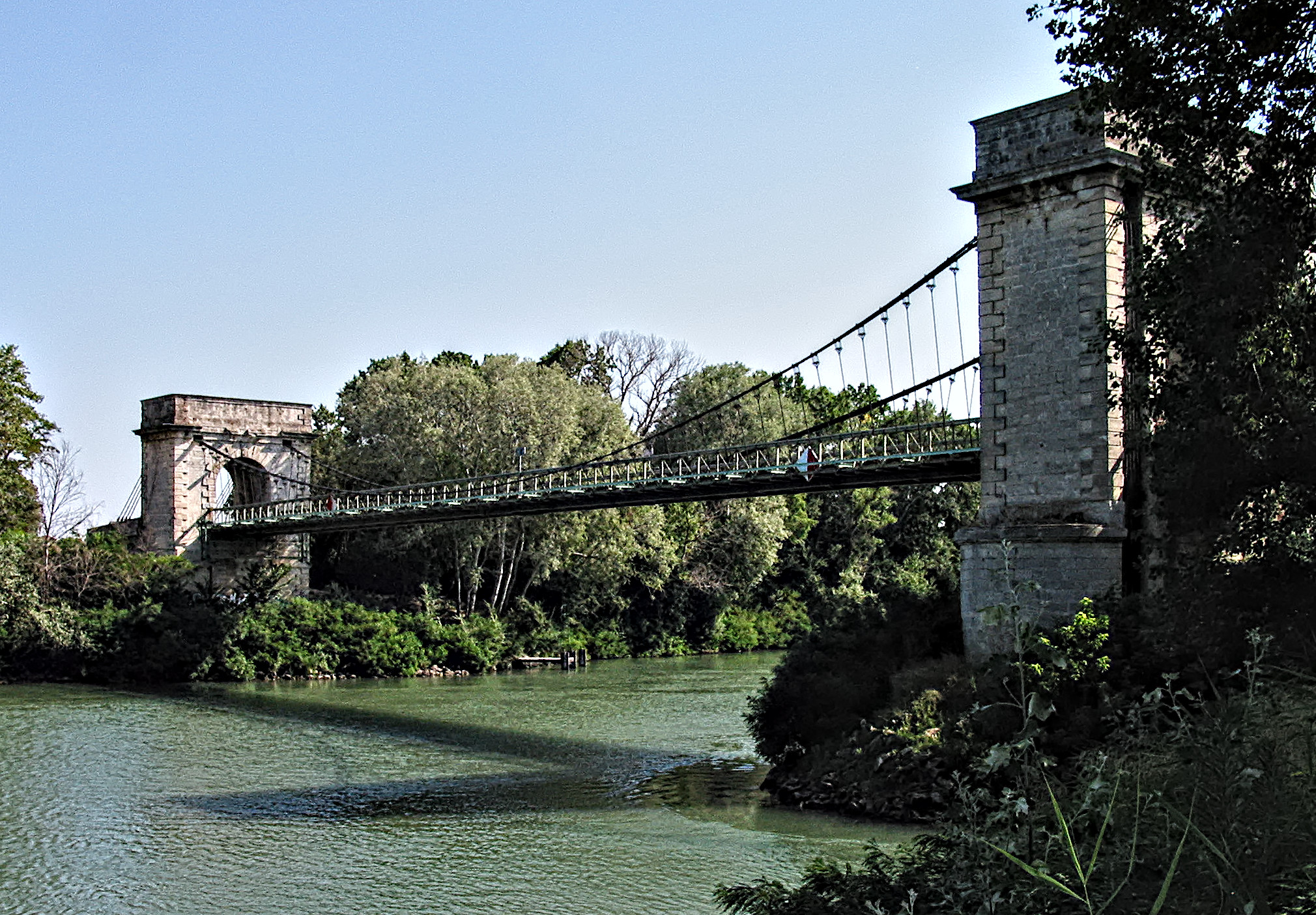
Fourques - Pont historique sur le petit Rhône.
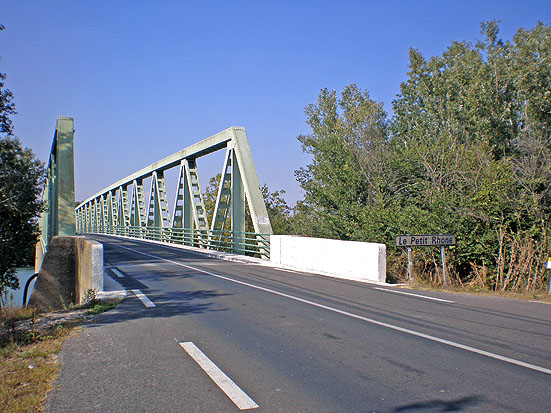
Ancien pont de Sylvéréal (2007) sur le petit Rhône.

Arles, au nord du delta, est la plus grande ville de Camargue. Son territoire communal, le plus grand de France métropolitaine, couvre la majeure partie de la Grande Camargue. Le reste est couvert par les communes des Saintes-Maries-de-la-Mer, la troisième plus étendue de France métropolitaine, et de Port-Saint-Louis-du-Rhône.
Le delta comprend deux zones. Au nord, une Camargue fluvio-lacustre dominée par l'eau douce. Un système d'irrigation y a été établi au fil des siècles, permettant l'agriculture et notamment la riziculture. Au sud, se trouve une Camargue laguno-marine façonnée par les incursions de la mer et sous l'emprise du sel : on y trouve les marais salants de Salin-de-Giraud et d'Aigues-Mortes. Entre le nord et le sud, l'étang de Vaccarès et ses marais périphériques forment une zone de transition.

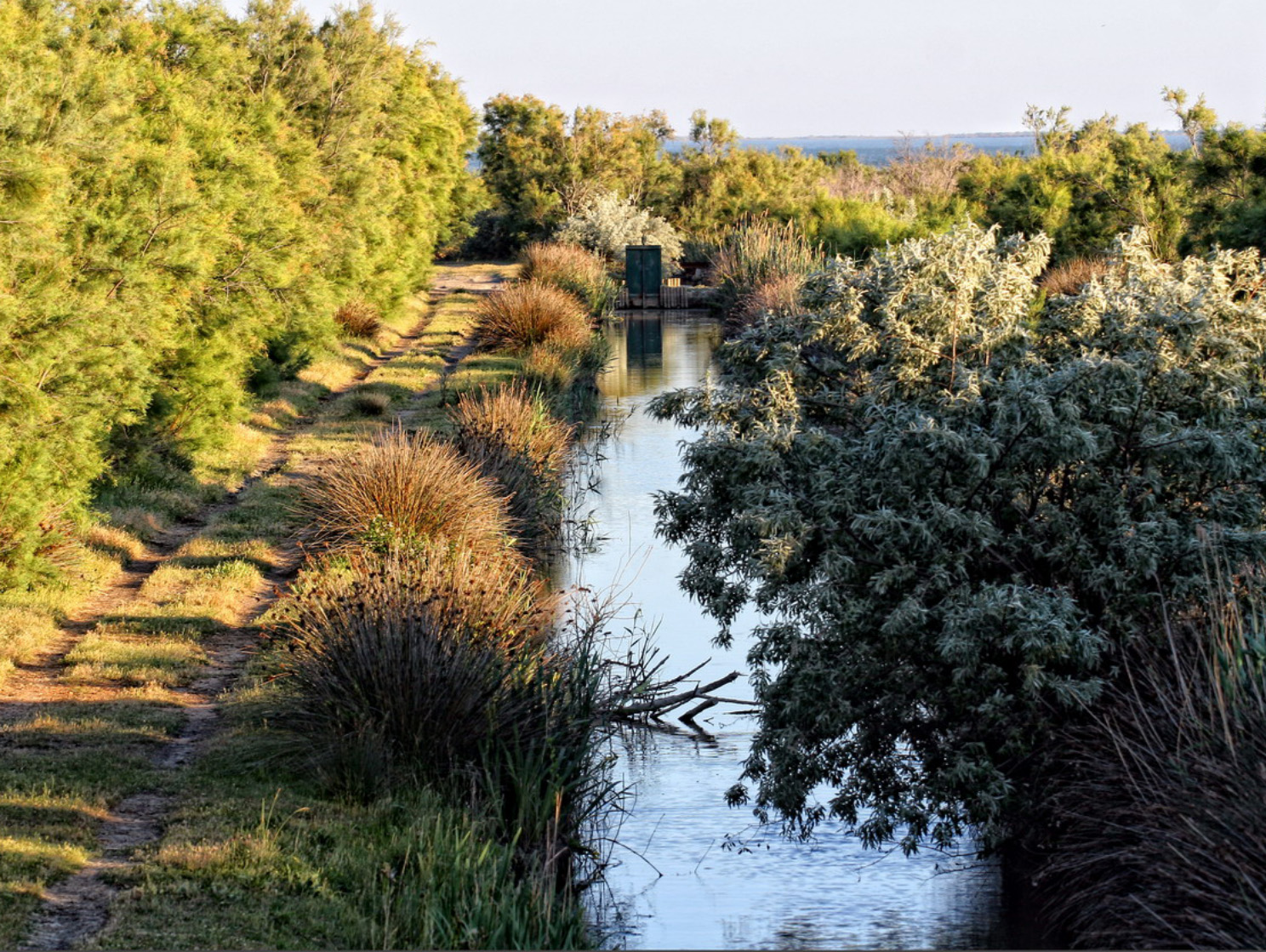
Un canal.
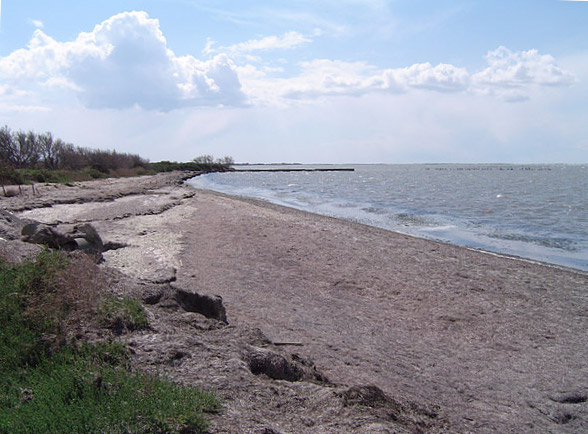
Étang de Vaccarès.
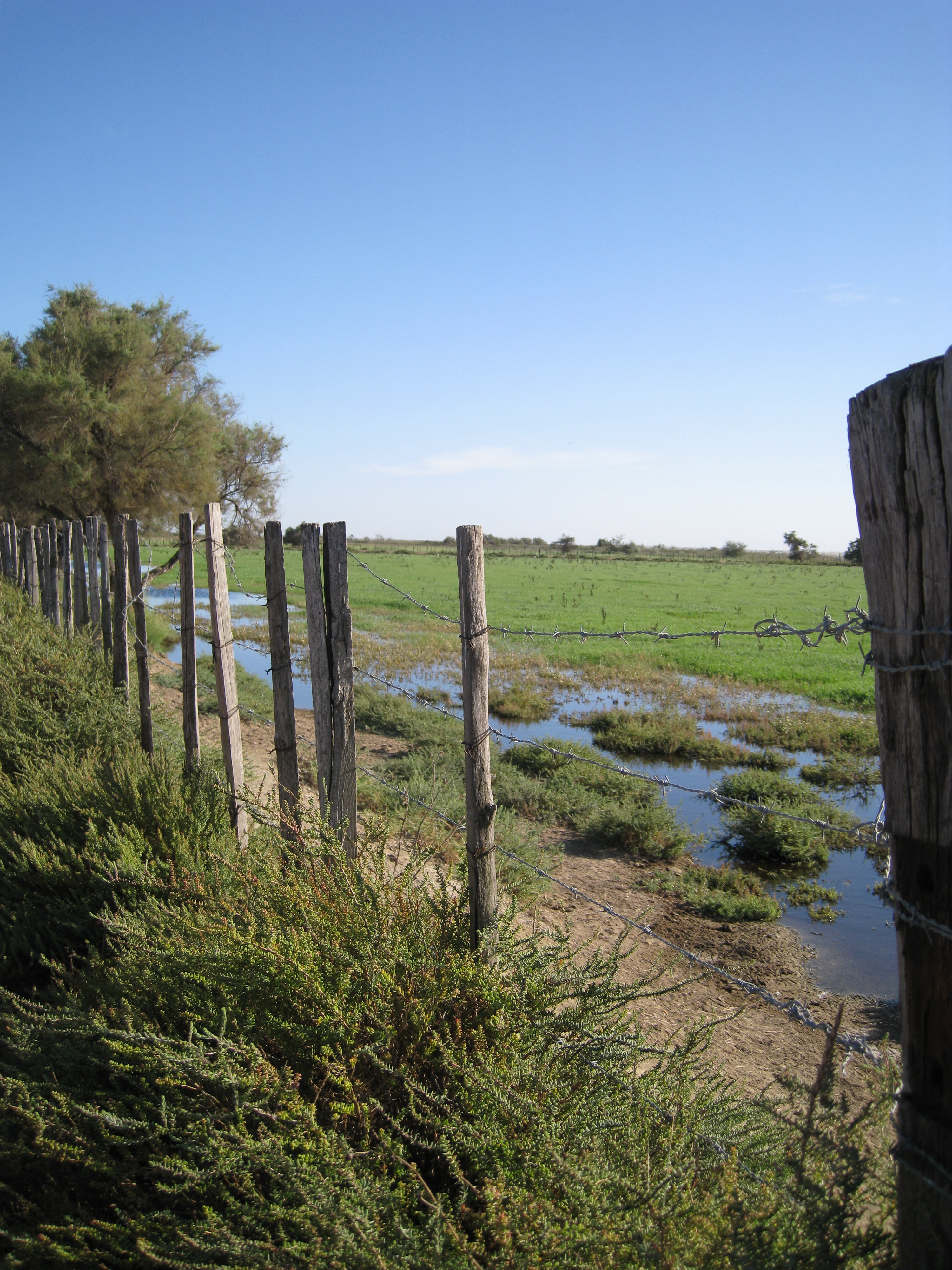
Prairie inondée.
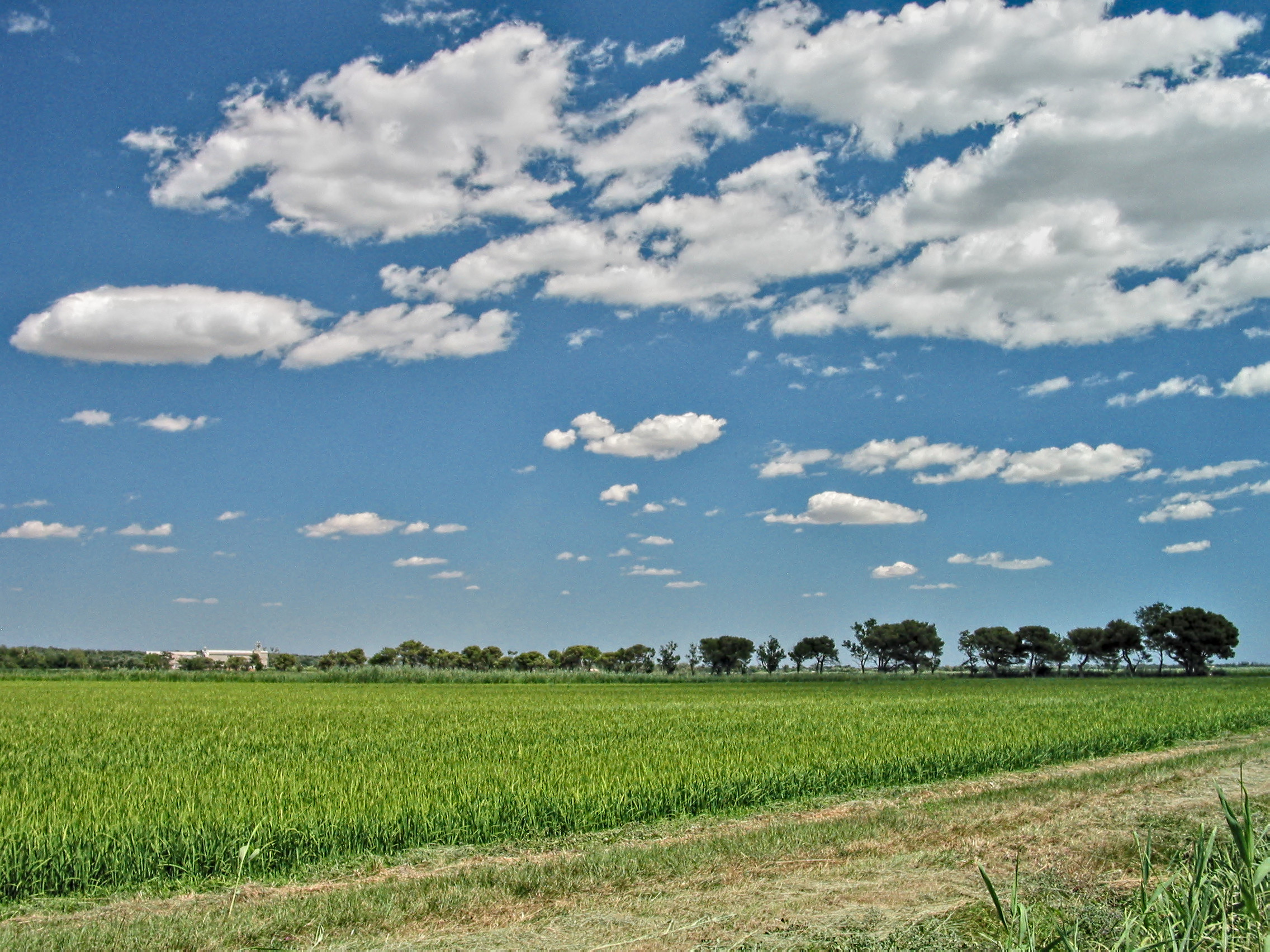
Rizière.

### Climat
La Camargue est soumise au climat méditerranéen avec une longue période estivale, chaude et sèche, des hivers doux, un ensoleillement important et des précipitations irrégulières. Son climat comporte des particularités liées à sa situation géographique au sud du couloir rhodanien entre les Cévennes et les Alpes du Sud. Ainsi les automnes, et dans une moindre mesure les périodes avril-début mai, sont arrosés par des précipitations brèves, mais importantes et les hivers sont parfois rigoureux à cause du mistral.
En hiver les températures descendent fréquemment sous zéro sur des périodes pouvant dépasser parfois plusieurs semaines.
Des orages se produisent généralement en automne et peuvent provoquer des précipitations de 200 mm par jour et parfois plus. D'une durée de quelques heures, ils sont souvent violents. Toutefois, la hauteur annuelle des précipitations n’est que de 524 mm, une des plus faibles de France et le nombre de jours de pluie (+ 1 mm/jour) d’environ 60 par an.

## Histoire

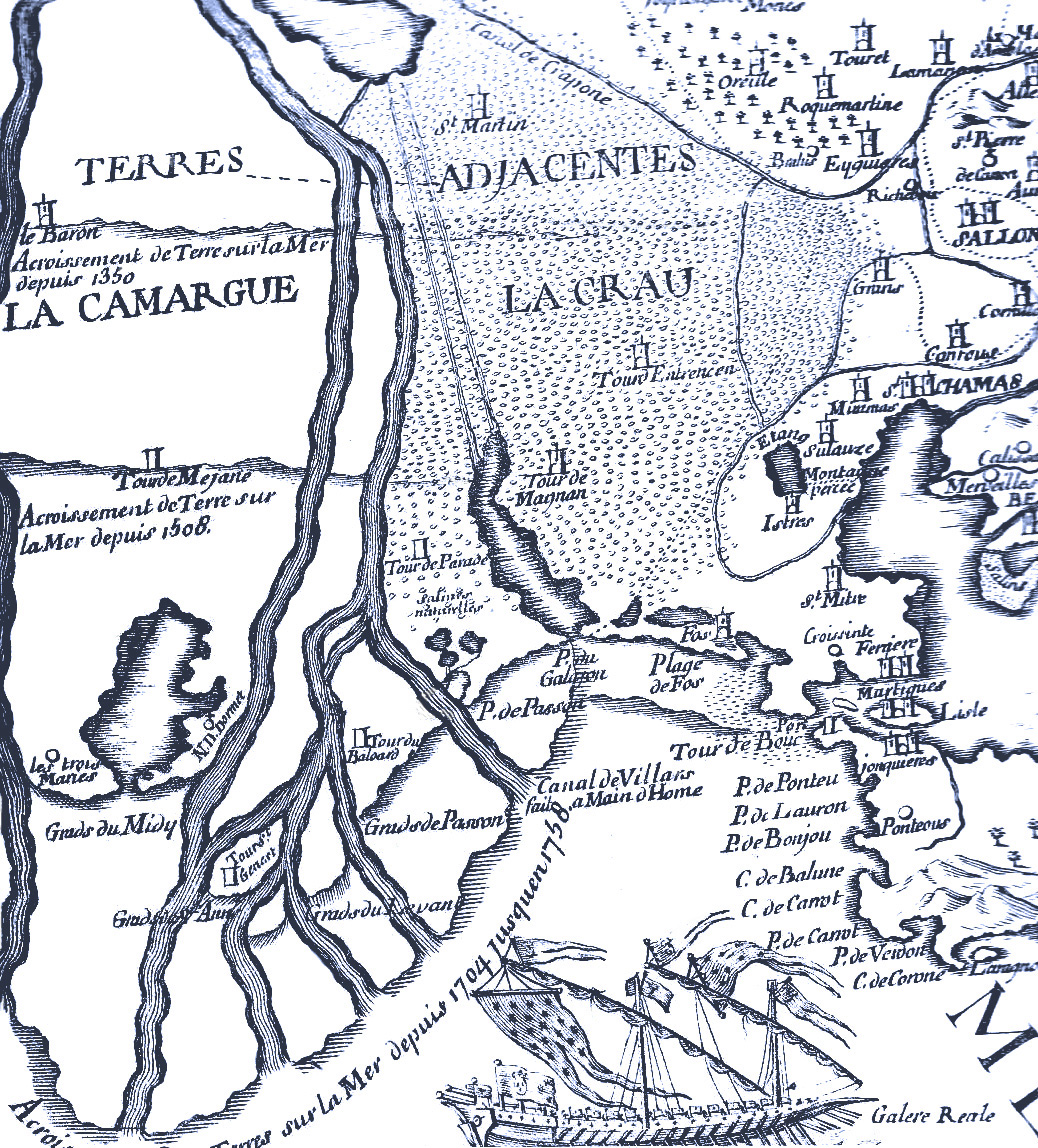
Carte des tours-sémaphores et des avancées de la Camargue depuis le XIVe siècle.

### Géologie et aménagements
Le delta du Rhône s'est formé il y a environ 10 000 ans par la pénétration et le recul de la mer puis l'édification de flèches de sable.
Dès l'Antiquité, le delta est mis en culture et voit la création de grands domaines agricoles. La construction de digues débute au Moyen Âge alors que l'exploitation forestière fait reculer les boisements. Du XVIIe au XIXe siècle, l'agriculture et les salins progressent ainsi que la construction de digues se poursuit.
Au cours du XXe siècle, le débit du Rhône est canalisé et les flux d'eau maitrisés par l'irrigation et le drainage. La riziculture et le maraîchage se développent au cours de la seconde partie du siècle ainsi que l'industrialisation et l'urbanisation aux périphéries de la Camargue, ce qui provoque une régression générale des milieux naturels : entre 1944 et 1988, le delta perd 40 000 hectares d'espaces naturels. C'est à partir de cette époque que se mettent en place des politiques de protection des paysages et de l'écosystème (parc régional, espaces protégés, etc.).

### Fréquentation estivale
A l'est de la Camargue, la plage de Piémanson fut reliée en 1971 à la route D36 et au village de Salin-de-Giraud: l'ancienne piste, goudronnée, permet alors un accès plus facile. Deux établissements commerciaux furent par ailleurs fondés, à l'ouest, par des pêcheurs, au milieu des années 1970, sur le site proche de Beauduc, symbole d'une plage "non débarrassée de ses travailleurs", appartenant "encore aux pêcheurs" et "où la séparation avec les baigneurs n’est pas effective".
En 1974, l’association des Cabaniers soutenue par la mairie d'Arles, chercher à acquérir les 24 hectares du hameau des Sablons mais l'État oppose un droit de préemption et en 1975, l’intégralité de l’espace deltaïque camarguais devient un site inscrit. Dans les années qui ont suivi, entre 1975 et la fin des années 1980, l’occupation du site s’est accélérée avec l’émergence du quartier de Beauduc nord. Les motivations et l’origine sociale des campeurs sont "souvent très différentes de celles des cabaniers".
En août 1979, Le Monde observe des tentes et caravanes sur 20 kilomètres de plage, du camping sauvage et comme un "Woodstock-sur-Mer", soit "quarante mille personnes entre sable et soleil, selon les comptages approximatifs" d'avion". Trois équipes municipales des Saintes-Marie sont alors affectées à l'enlèvement des ordures ménagères des campeurs, une ou deux fois par jour, via 30 conteneurs de 27 mètres cubes, le long du littoral.
L'année suivante, le ministre de l'environnement Michel d'Ornano a survolé les 40 km de plage, "entre le village des Saintes-Maries-de-la-Mer et l'embouchure du Rhône", qui "objet d'une intense fréquentation" avec plus de 50000 "campeurs sauvages" y installant des caravanes, tentes, ou baraques, via une "intense circulation automobile" qui a causé neuf morts en 1979, alors que les campings sont à demi vides. Michel d'Ornano annonce que l'État apportera son aide à l'ouverture de terrains de camping car le camping "sauvage" prend des proportions jugées "inquiétantes pour la salubrité et la protection des sites".
Selon la direction de l'équipement des Bouches-du-Rhône, le nombre de tentes passe de 600 en 1975 à 2300 en 1980 et celui des caravanes de 300s à plus de 1800, créant une "ville spontanée de vingt mille à trente mille campeurs" aux portes des Saintes, multipliant sa population par dix ou quinze.
En 1981, il est confirmé que la plage des Saintes-Maries sera interdite à la circulation automobile et au camping sauvage, conformément à la directive nationale d'aménagement du territoire, du 25 août 1979. Revenant à nouveau sur les " conséquences très graves" du camping sauvage sur les bords de mer lors d'une  émission le 15 août 1981, sur France-Inter, Michel d'Ornano a déclaré avoir mis en place, à la demande du président de la République, "une politique systématique de protection de tous les milieux naturels", le camping de bord du littoral devant se développer "sur des terrains d'accueil organisés, parfaitement réalisables, car ils ne coûtent pas des sommes considérables". Après l'interdiction de 1981, du camping sauvage, les anciens campeurs des Saintes-Mariés auraient trouvé refuge à Piémanson, malgré le raz-de-marée de 1985 en Camargue touchant Piémanson comme Beauduc et précédé par un plus petit en juillet 1981. Les deux plages échappent ensuite à la nouvelle législation, et se "distinguent fortement" du reste du littoral français par "les pratiques, les usages et les représentations" liés à ce camping sauvage, des "loisirs tournés vers la sociabilité comme la pétanque" ou "la recherche de toutes sortes de coquillages".

### Population

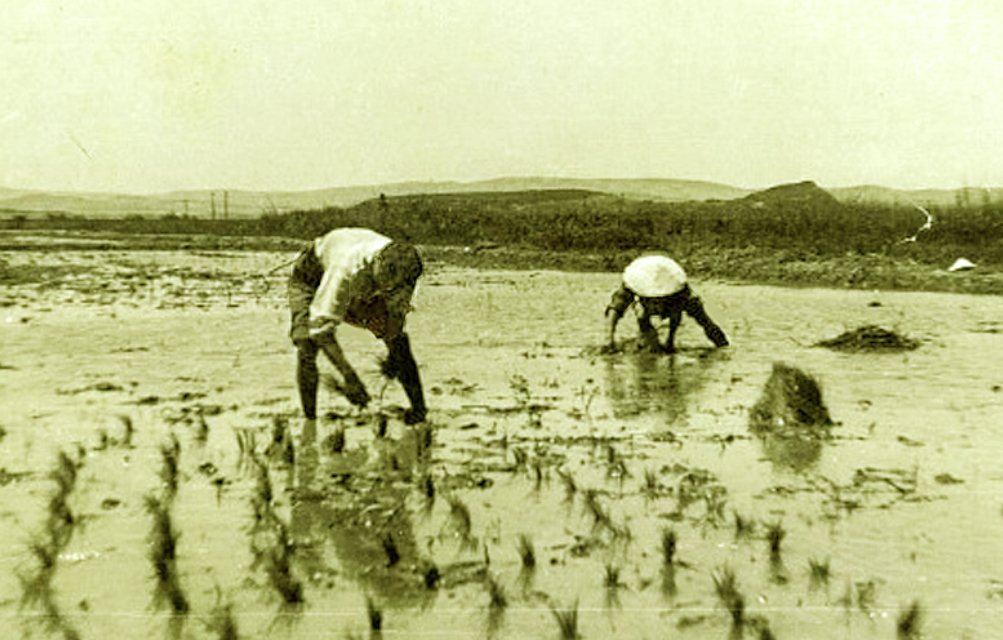
Ouvrier indochinois dans une rizière de Camargue.

Soumise à la mer et au Rhône, la Camargue n'a jamais connu d'importantes densités de population. Les plus importantes se sont établies à la périphérie du territoire : Arles dès l'Antiquité, Saint-Gilles et Aigues-Mortes au Moyen Âge.
Parmi les habitants de Camargue, on compte de grands propriétaires terriens issus de Paris, Lyon, Marseille, Sète et Arles, et de nombreuses communautés venues travailler dans le delta du Rhône. Les salins embauchent dès le XIXe siècle des ouvriers venus de Grèce, d'Italie, d'Arménie alors que des Espagnols et Maghrébins travaillent dans l'agriculture.
Le village de Salin-de-Giraud est ainsi créé par le besoin de main-d'œuvre qu'il faut fidéliser : deux cités ouvrières y sont construites. La commune de Port-Saint-Louis-du-Rhône est créée en 1904 : jusqu'au milieu du XIXe siècle, ce territoire était peuplé de chasseurs, pêcheurs et gardiens de troupeaux mais le développement du port — notamment soutenu par des investissements lyonnais — favorise l'industrialisation. La ville fait aujourd'hui partie du complexe portuaire de Marseille.
À partir de la Seconde Guerre mondiale, la France a fait venir de force en métropole des Indochinois grâce à qui, en Camargue, on développe la riziculture.
Une communauté gitane originaire de Catalogne est également implantée à Arles ainsi que des familles harkies.

## Démographie
| Aigues-Mortes                                                     | 4 203  | 4 197  | 4 531  | 4 472  | 4 999   | 6 019   | 7 115   |         | 7 891   |         |
| Arles                                                             | 41 932 | 45 774 | 50 059 | 50 500 | 52 058  | 50 426  | 51 970  | 52 197  | 52 729  | 52 979  |
| Fourques                                                          | 1 489  | 1 492  | 1 614  | 2 047  | 2 251   | 2 544   | 2 742   | 2 880   | 2 888   | 2 897   |
| Le Grau-du-Roi                                                    | 2 363  | 3 354  | 3 963  | 4 152  | 5 253   | 5 875   | 7 892   | 8 173   | 8 110   |         |
| Port-Saint-Louis-du-Rhône                                         | 6 278  | 8 285  | 10 393 | 10 378 | 8 624   | 8 123   | 8 483   | 8 530   | 8 535   |         |
| Saint-Gilles                                                      | 6 721  | 8 472  | 8 679  | 9 887  | 11 304  | 11 626  | 13 234  |         | 13 507  | 13 735  |
| Saint-Laurent-d'Aigouze                                           | 1 862  | 1 862  | 1 728  | 1 730  | 2 323   | 2 738   | 3 152   |         | 3 224   | 3 246   |
| Saintes-Maries-de-la-Mer                                          | 2 179  | 2 244  | 2 120  | 2 045  | 2 232   | 2 479   | 2 341   | 2 317   | 2 394   | 2 309   |
| Vauvert                                                           | 5 031  | 6 345  | 7 472  | 9 103  | 10 296  | 10 261  | 10 853  |         | 11 247  | 11 030  |
| Total                                                             | 73 425 | 83 531 | 92 170 | 96 222 | 101 441 | 102 420 | 110 369 | 111 046 | 113 252 | 113 459 |
| Nombre retenu à partir de 1962 : Population sans doubles comptes. |        |        |        |        |         |         |         |         |         |         |

La Grande Camargue compte aujourd'hui environ 10 000 habitants essentiellement concentrés dans la commune des Saintes-Marie-de-la-Mer (2 317 habitants), le quartier Trinquetaille et le village de Salin-de-Giraud (sur la commune d'Arles). La densité de population est de seulement 10 hab/km2.

## Environnement

### Milieux naturels
La Camargue compte de nombreux milieux différents.
Le littoral, entièrement sableux, s'étend sur 95 km. La pointe de Beauduc et celle de l’Espiguette sont des lieux de dépôts des sédiments du Rhône et la plage peut y atteindre un kilomètre de large. Près de Salin-de-Giraud et des Saintes-Maries-de-la-Mer, la plage en revanche tend à reculer.
Par endroits, la mer a créé des graus, des voies d'eau reliées aux lagunes. Celles-ci sont peu profondes et connaissent des variations de niveau et de salinité en fonction notamment du vent. Les marais ou « roubines », alimentés en eau douce ou peu salée par des canaux, peuvent être plus profonds et abritent des roseaux, des iris ou des joncs, voire pour ceux régulièrement asséchés, une flore spécifique.
Les « sansouires » sont des steppes au sol salé où poussent des plantes adaptées, les salicornes. Souvent mises en culture, celles qui subsistent sont aujourd'hui protégées.
Les espaces de pelouse ont été pour beaucoup remplacés par des rizières alors que les espaces boisés n'occupent plus que 3 % de la Camargue, le long du fleuve.

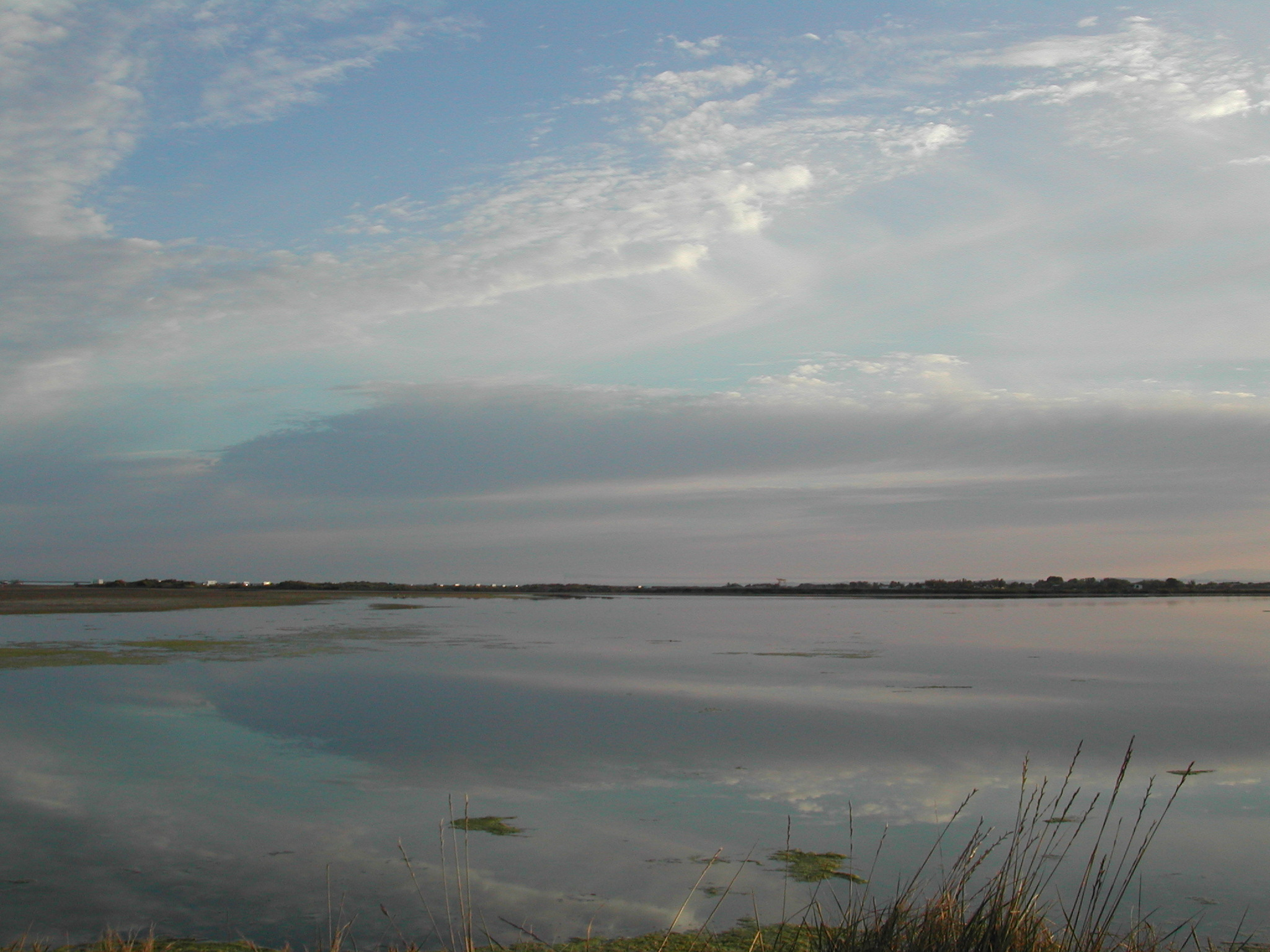
Un étang.
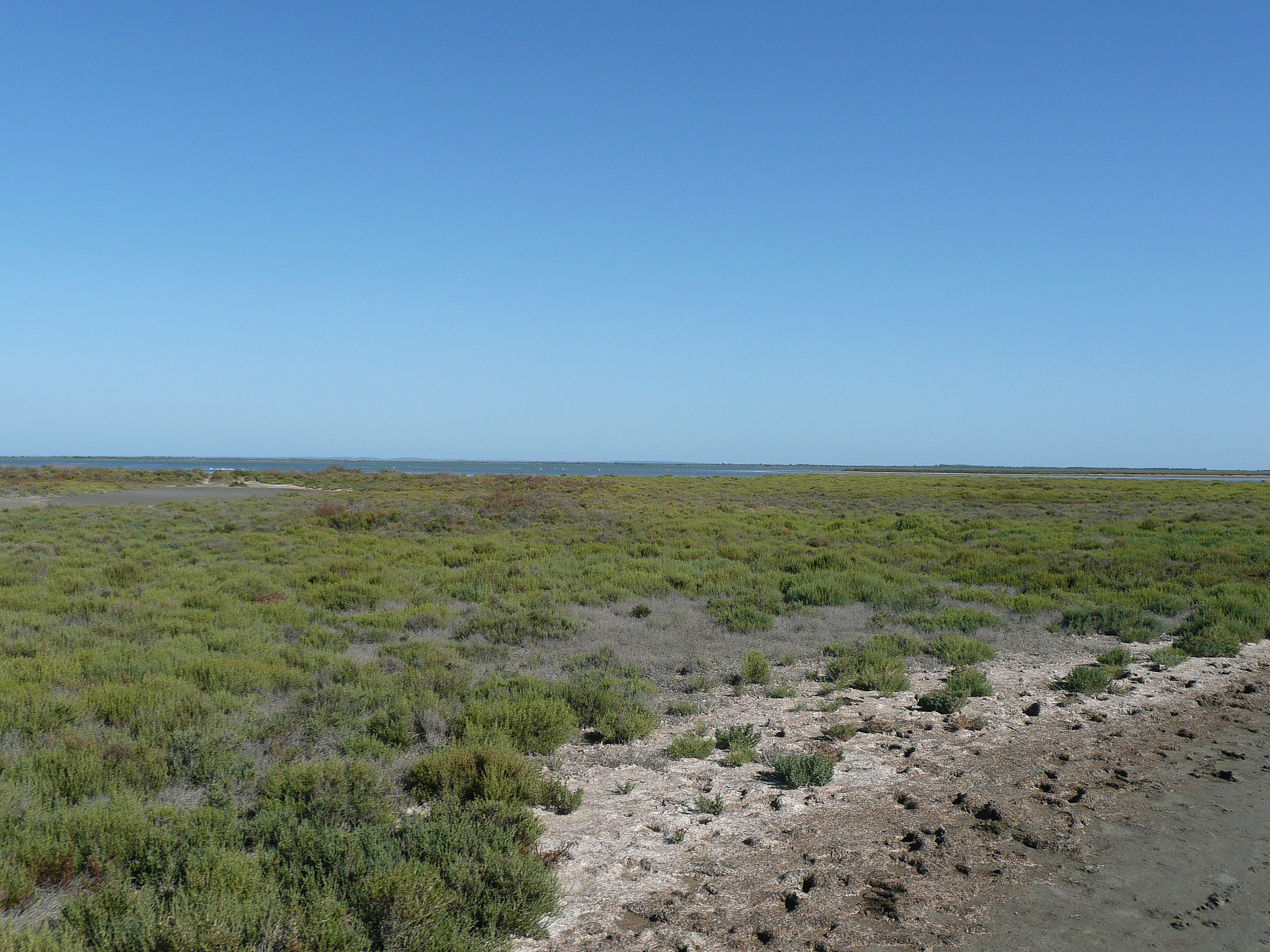
Sansouire.
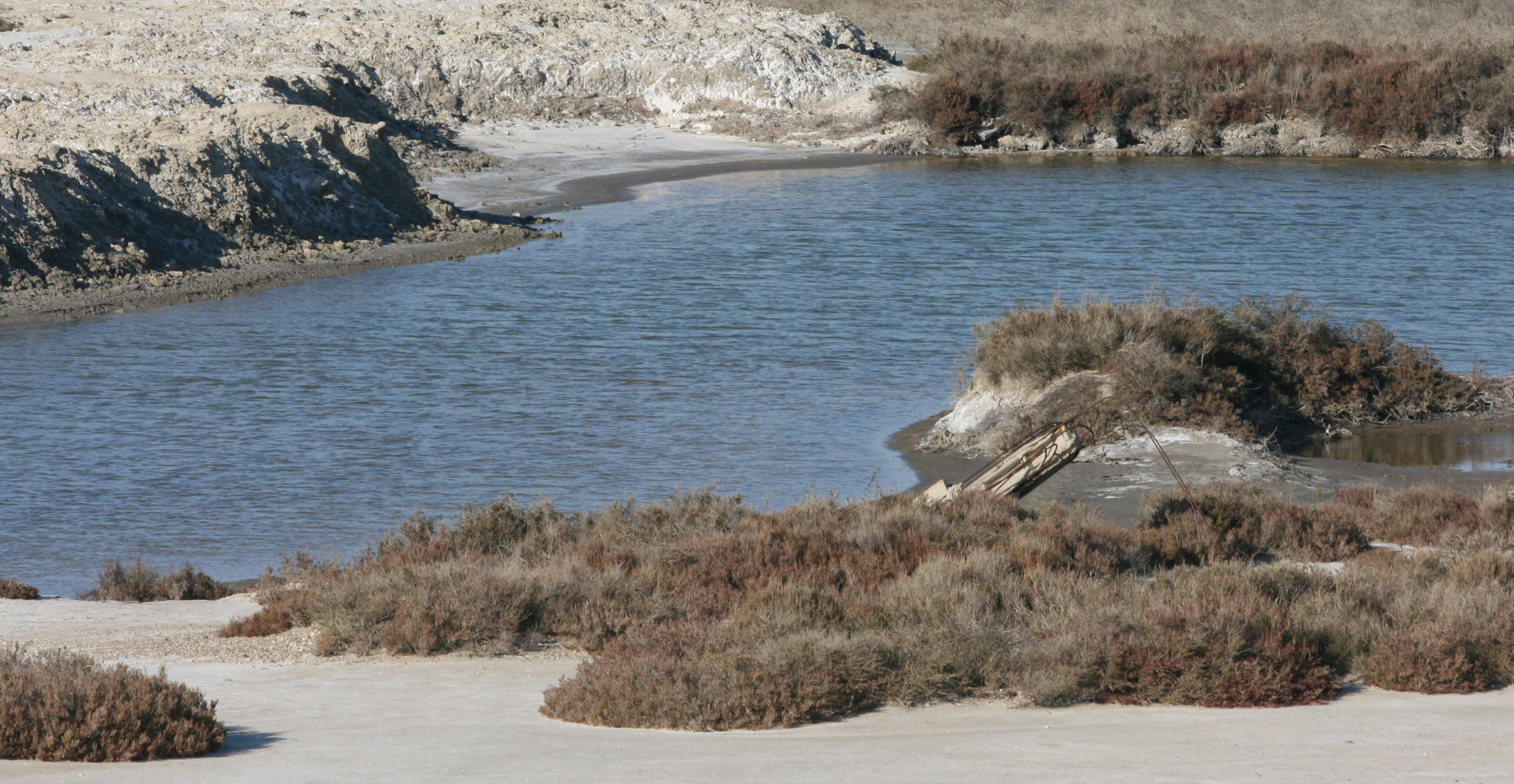
Eau saumâtre.
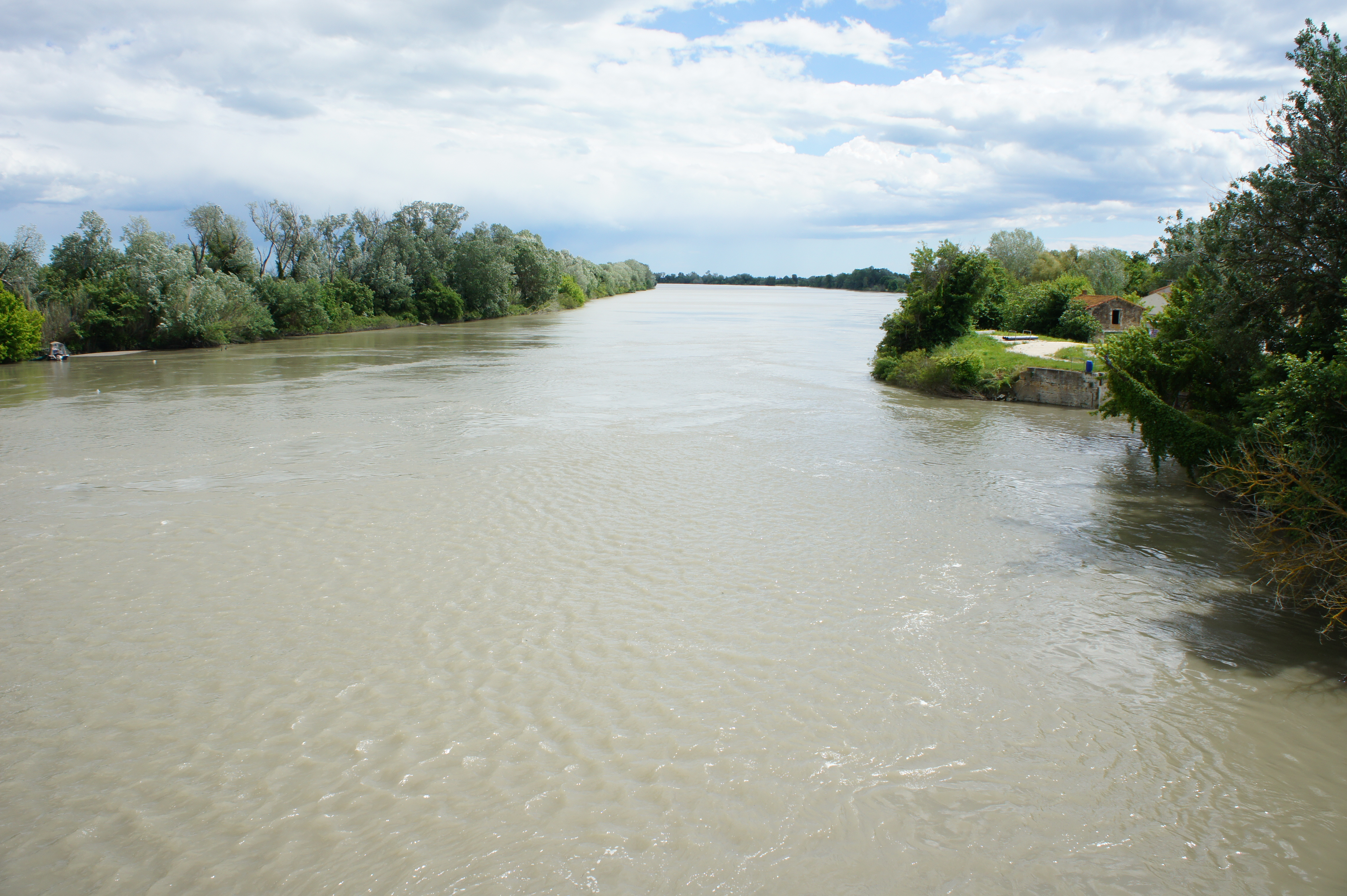
Petit-Rhône.

### Faune et flore sauvages
La Camargue abrite un patrimoine vivant exceptionnel et accueille de nombreuses espèces animales et végétales.
La région est une halte migratoire pour les canards et les oiseaux d'eau : on recense 150 000 individus en transit chaque année. De nombreux canards hivernent notamment sur l'étang de Vaccarès. En été, on compte jusqu'à 30 000 flamants roses. Un îlot a été aménagé pour la reproduction sur l'étang du Fangassier.
Depuis une quinzaine d'années les effectifs de Grue cendrée poursuivent une croissance régulière, ces dernières années plus de 10 000 Grues cendrées y sont comptabilisées chaque hiver,,,.
La Camargue abrite la cistude, une tortue d'eau douce qui vit dans les marais et les canaux, et le ragondin, introduit au XIXe siècle.
La Camargue est également connue pour ses moustiques : on en dénombre 40 espèces.
Le loup y est aussi présent.
Enfin, le climat et le milieu particuliers voient le développement de végétaux adaptés, telles les salicornes et les saladelles, qui ont la particularité de pousser en milieu salé, ainsi que le lis des sables qui fleurit dans les dunes.

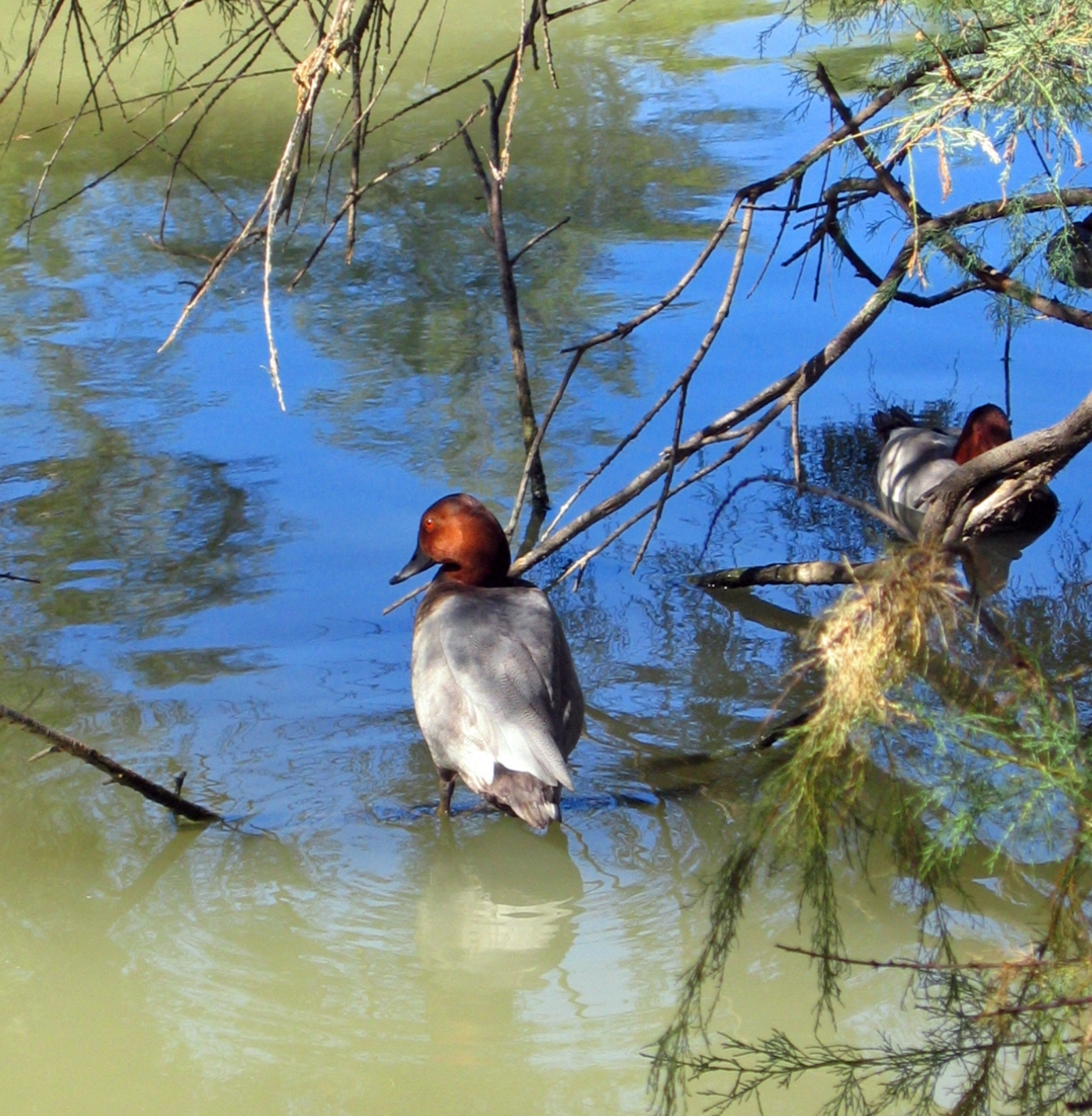
Fuligule milouin.
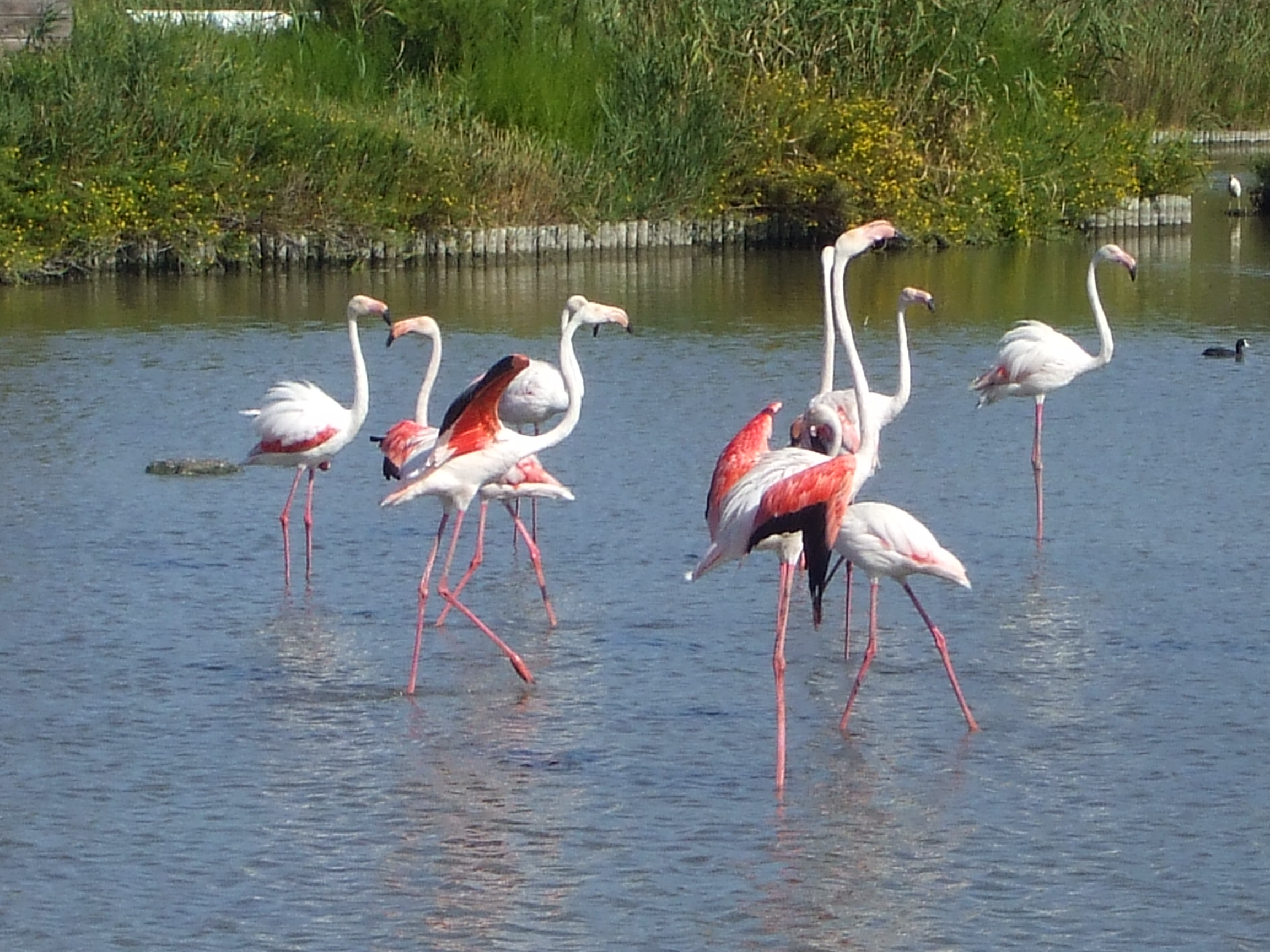
Flamants roses.
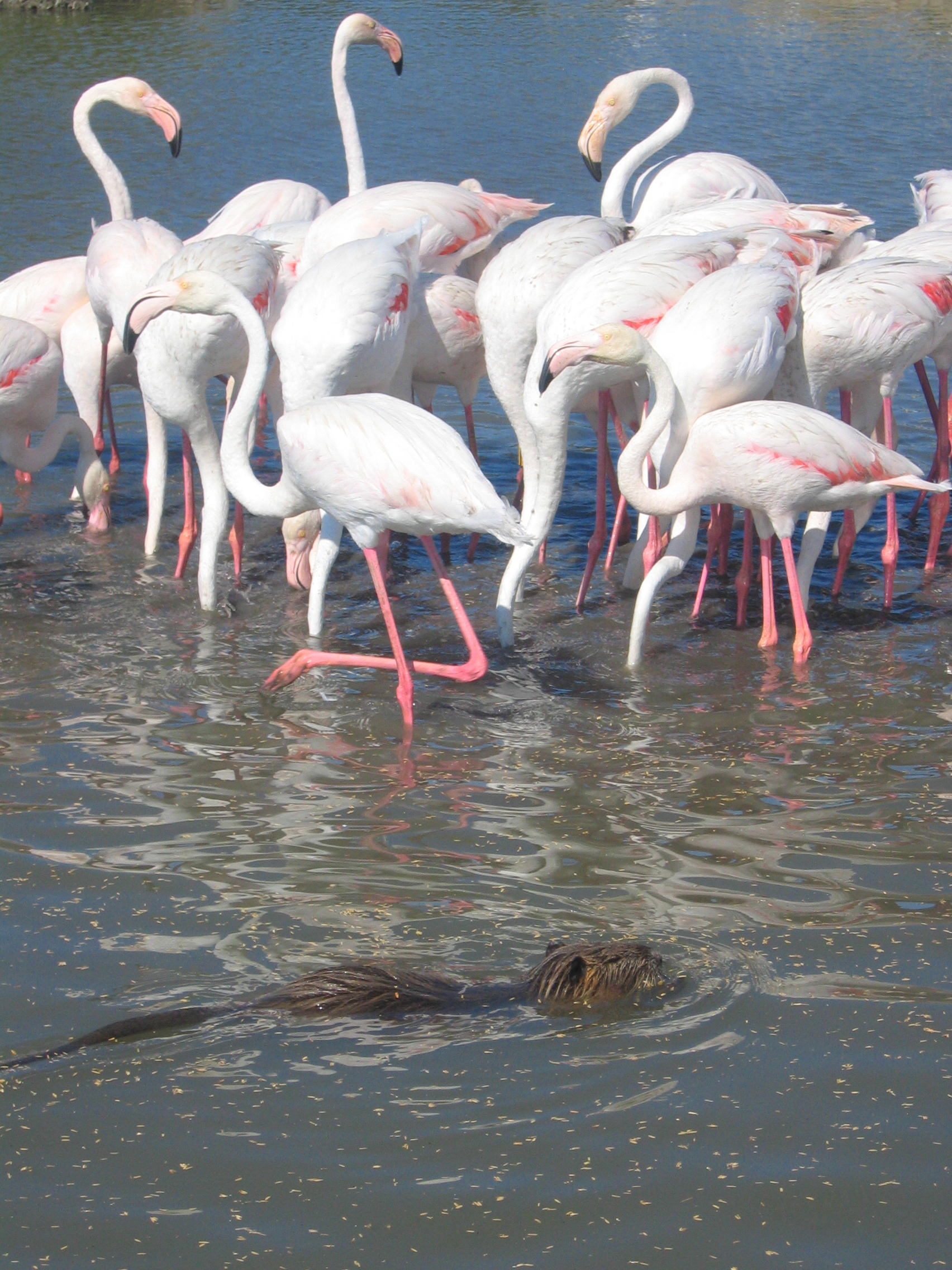
Ragondin et flamants roses.
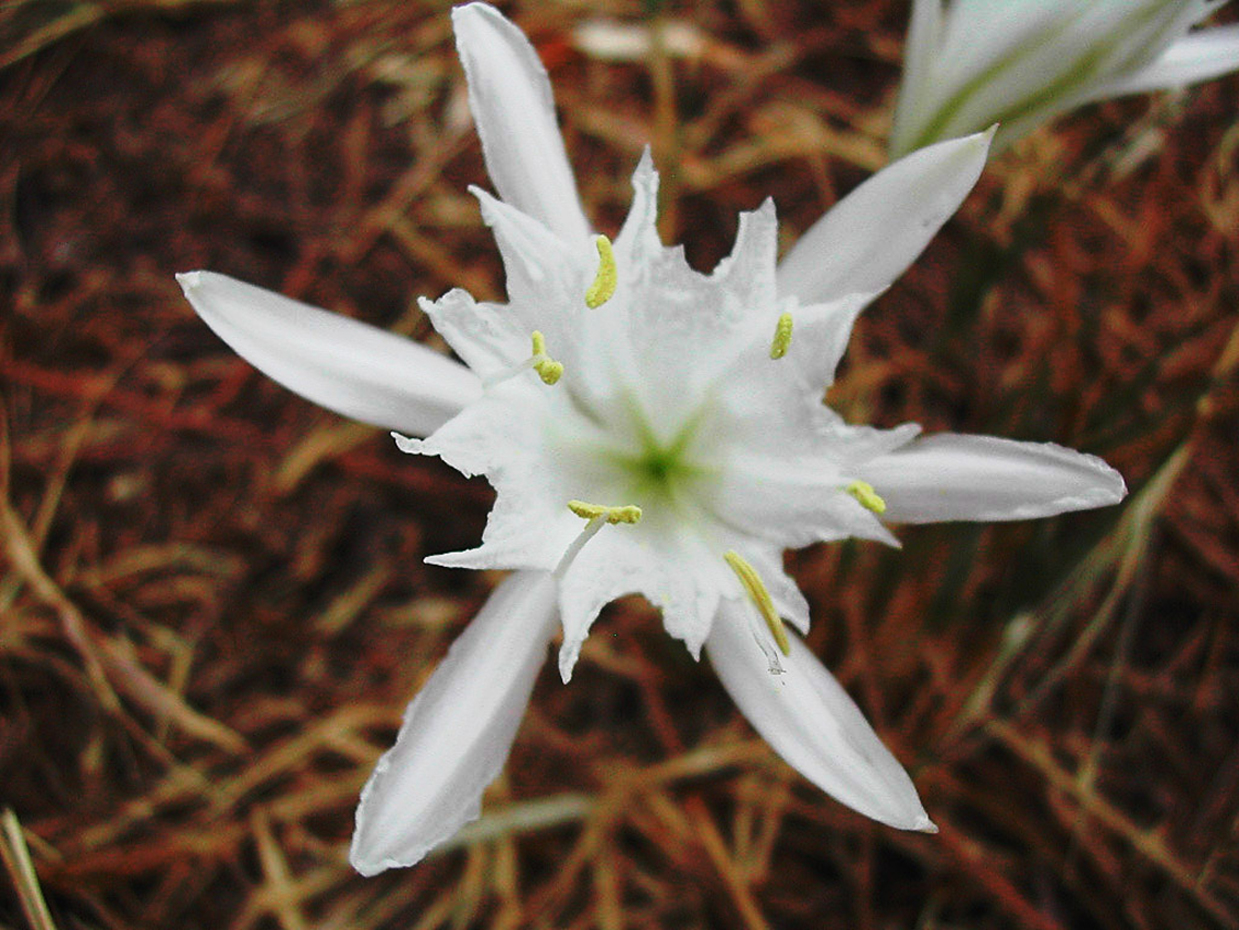
Lis des sables.

## Protection de l'environnement
Le patrimoine naturel camarguais est soumis à plusieurs contraintes qui le mettent en danger tels la pollution charriée par le Rhône, le recul des espaces naturels au profit de l'agriculture, la chasse ou encore la mer qui érode les plages du littoral.
Premier espace protégé à avoir été mis en place en Camargue, la réserve zoologique et botanique de Camargue a été créée en 1927 par la SNPN. Elle comprenait alors notamment à cette époque l’étang du Vaccarès, les étangs des Impériaux (Impérial et Malagroy), l’étang du Fangassier, l’étang du Galabert et la Vignolle. En 1975, elle devient par arrêté ministériel la réserve nationale de Camargue, toujours gérée par la SNPN, mais n’incluant plus les étangs des Impériaux ni le Fangassier, le Galabert et la Vignolle.
La loi du 2 mai 1930 a permis le classement de la Grande et de la Petite Camargue comme monuments paysagers.
Le parc naturel régional de Camargue a été créé en 1970 et couvre la majeure partie de la Grande Camargue. En outre, 193 000 hectares sont classés comme réserve de biosphère par l'Unesco.
Le 1er décembre 1986, la Camargue a été inscrite sur la liste des sites Ramsar sous le numéro 346.

## Culture et patrimoine

### Cinéma
De 1909 à 1914, Joë Hamman, Folco de Baroncelli et Jean Durand réalisèrent des western camarguais dans les décors naturels de la Camargue, donnant l'illusion des paysages de l'Ouest américain.

### Patrimoine architectural

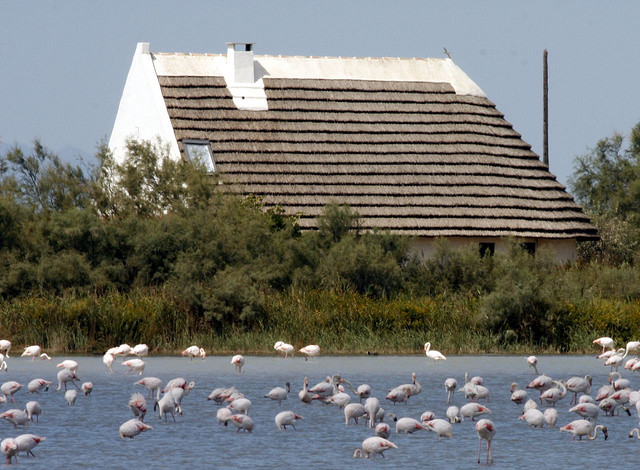
Cabane de gardian et flamants

La chaumière de Camargue est une véritable habitation annexe. L'exemple de Salin-de-Giraud où elles ont formé une véritable agglomération en reste une preuve indéniable. Pour leur construction, ce sont les roseaux des marais, la sagne, qui sont utilisés. Ce type d'habitation édifié avec un matériau extrêmement périssable ne permet pas de remonter plus loin que le milieu du XVIIe siècle pour retrouver des chaumières encore intactes. Mais leur trace historique remonte jusqu'au Moyen Âge puisque l'on sait que le village des Saintes-Maries-de-la-Mer brûla à cause de ses chaumières. Plus près de nous, les ouvriers sauniers des Salins-de-Giraud étaient logés dans vingt-deux chaumières dont l'abside était tournée vers le Nord-Ouest pour résister aux vents dominants.
Le mas est également un édifice typique de Camargue. Généralement implantés le long du fleuve ou en hauteur, à l'abri du vent par des bosquets, les mas sont construits avec leur façade au sud.
Le long du Rhône se trouvent également des tours de guet construites pour surveiller le delta et assurer une protection contre les envahisseurs. Celles construites à partir du XVe siècle servaient surtout de contrôle du commerce.
La plupart des phares de Camargue ont été construits au XIXe siècle mais dès l'Antiquité, Strabon notait que les Massaliotes édifiaient des tours qui servaient de signaux.
On trouve également en Camargue des châteaux, comme le château d'Espeyran ou le château d'Avignon.

### Costumes traditionnels

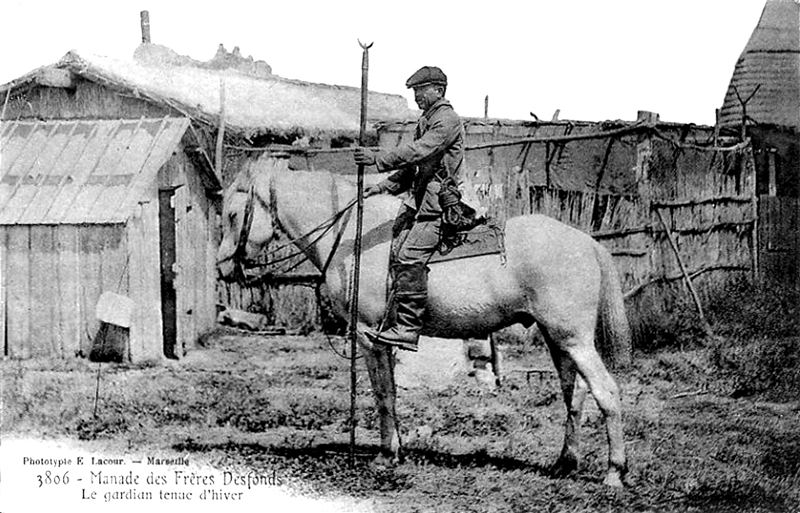
Tenue de travail d'hiver, en Camargue au début du XXe siècle.

Les costumes portés traditionnellement par les paysans et artisans sont généralement à l'origine des costumes citadins et bourgeoi.
Ainsi, le paysan provençal du XVIIIe siècle portait une culotte « à la française » avec des bas ou des guêtres de peau, un gilet et une jaquette à deux basques. Notons la taillolle (taiolo), ceinture de laine, généralement rouge, portée à la taille.
Le costume des femmes arlésiennes était porté quotidiennement par un certain nombre de femmes jusque dans les années 1950. Il se distingue par une coiffe spéciale qui nécessite le port de cheveux longs. En fonction des jours de la semaine et des tâches à accomplir, cette coiffure était retenue sur le sommet de la tête par un ruban, une cravate ou un nœud de dentelles. Parmi les pièces qui composent actuellement l'habillement, il y a la chapelle (plastron de dentelle en forme de trapèze), apparue en 1860, et qui couvre la poitrine, le grand châle de forme carrée, qui moule le buste, la robe longue en satin de différentes couleurs et toujours pincée à la taille, les dorures (bijoux, agrafes, boucles ou crochets) qui sont transmises de génération en génération dont les boucles d'oreilles (pendants ou brandanto) réservées aux femmes mariées.
Jusque dans les années 1920, il n'y avait aucun costume particulier réservé aux gardians. C'est le marquis Folco de Baroncelli-Javon, fondateur de la Nacioun gardiano, qui fixe le standard actuel avec la veste de velours et le pantalon en peau de taupe. La tradition veut que pour la veste, il ait repris le modèle que portait son ami Yvan Pranishnikoff lorsqu'il était cadet au collège impérial russe.

### Cuisine
La cuisine de la Camargue est influencée par son environnement mais a évolué au cours des siècles, notamment avec l'arrivée des produits comestibles du Nouveau monde, l'apport de la culture du riz et l'élevage taurin.

### Fêtes

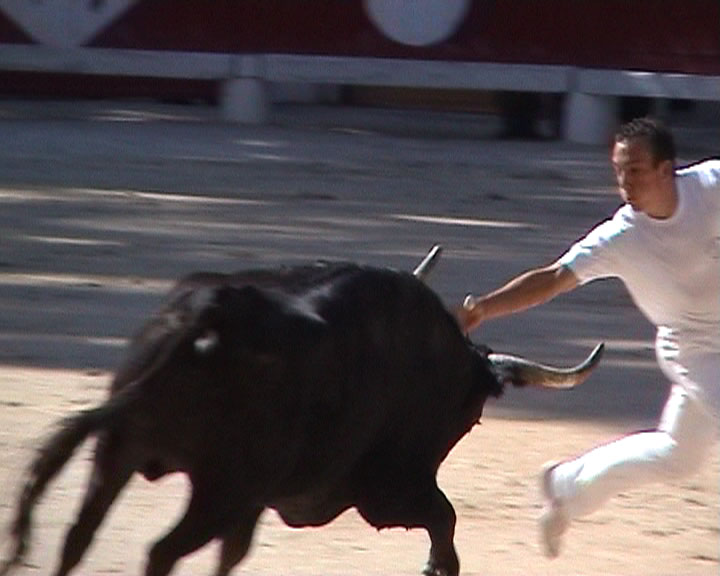
Raseteur et taureau lors d'une course camarguaise.

Les villes d'Arles et des Saintes-Maries-de-la-Mer organisent chacune chaque année, deux férias : elles se déroulent sur plusieurs jours et accueillent de nombreuses festivités.
On peut y voir des courses camarguaises, qui est un sport né de jeux organisés par les gens des mas au cours duquel des raseteurs habillés de blanc et aidés de crochets essaient d’ôter la cocarde fixée sur le front d'un taureau, mais également des corridas.
Les Saintes-Maries-de-la-Mer qui, selon la légende, est le lieu de débarquement des saintes, accueille des pèlerinages : depuis 1448 le 25 mai et le dimanche le plus proche du 22 octobre à Marie Jacobé et Marie Salomé et, depuis 1935, à Sainte Sara. Ce dernier pèlerinage en l'honneur de la sainte patronne des Gitans donne lieu à d'importants déplacements et a un impact touristique important.

### Identité et symboles

Prétendu blason de la Camargue, créé pour des raisons commerciales.

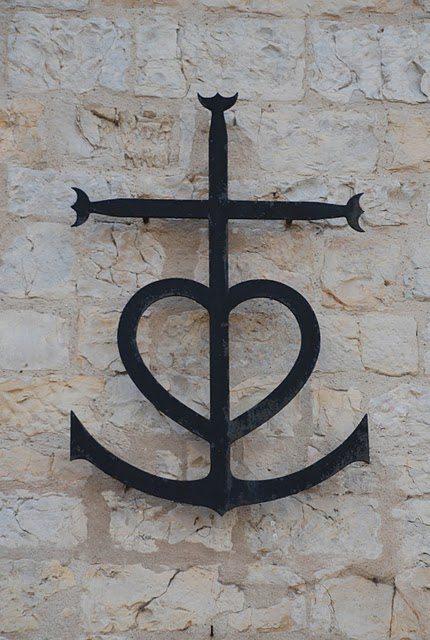
Croix camarguaise.

La Camargue dispose d'une identité propre à la frontière de la Provence et du Languedoc. Au XIXe siècle et XXe siècle, les « manadiers-poètes » Joseph d'Arbaud et Folco de Baroncelli-Javon ont glorifié dans la mouvance de Frédéric Mistral, les élevages de taureaux et de chevaux. L'Antique Confrérie des gardians de Saint-Georges, fondée en 1512, célèbre chaque année sa fête à Arles, le 1er mai. Cette corporation a gardé un rôle de secours mutuel auprès des gardians professionnels. L'association Nacioun gardiano a été créée en 1909 pour préserver la culture camarguaise et le provençal.
La croix de Camargue a été créée en 1926 par Hermann-Paul. Elle symbolise la foi (croix), l'espérance (ancre) et la charité (cœur). Les extrémités en forme de trident symbolisent les gardians.

## Économie
Le territoire de la Camargue implique une économie spécifique :
- L'agriculture, en plus d'une production vinicole, a développé un secteur céréalier et bovin unique en France métropolitaine, celui du riz et du taureau de Camargue AOC. Le secteur agricole est centré autour des manades.
- Le tourisme, tourné vers les activités estivales, comme sur l'ensemble de la côte méditerranéenne, est complété par un tourisme vert, grâce au Parc naturel régional de Camargue.
- L'industrie et le commerce, sont présents de longue date en Camargue, notamment par l'exploitation des ressources naturelles tel que le sel marin, au Salin-de-Giraud et à Aigues-Mortes.

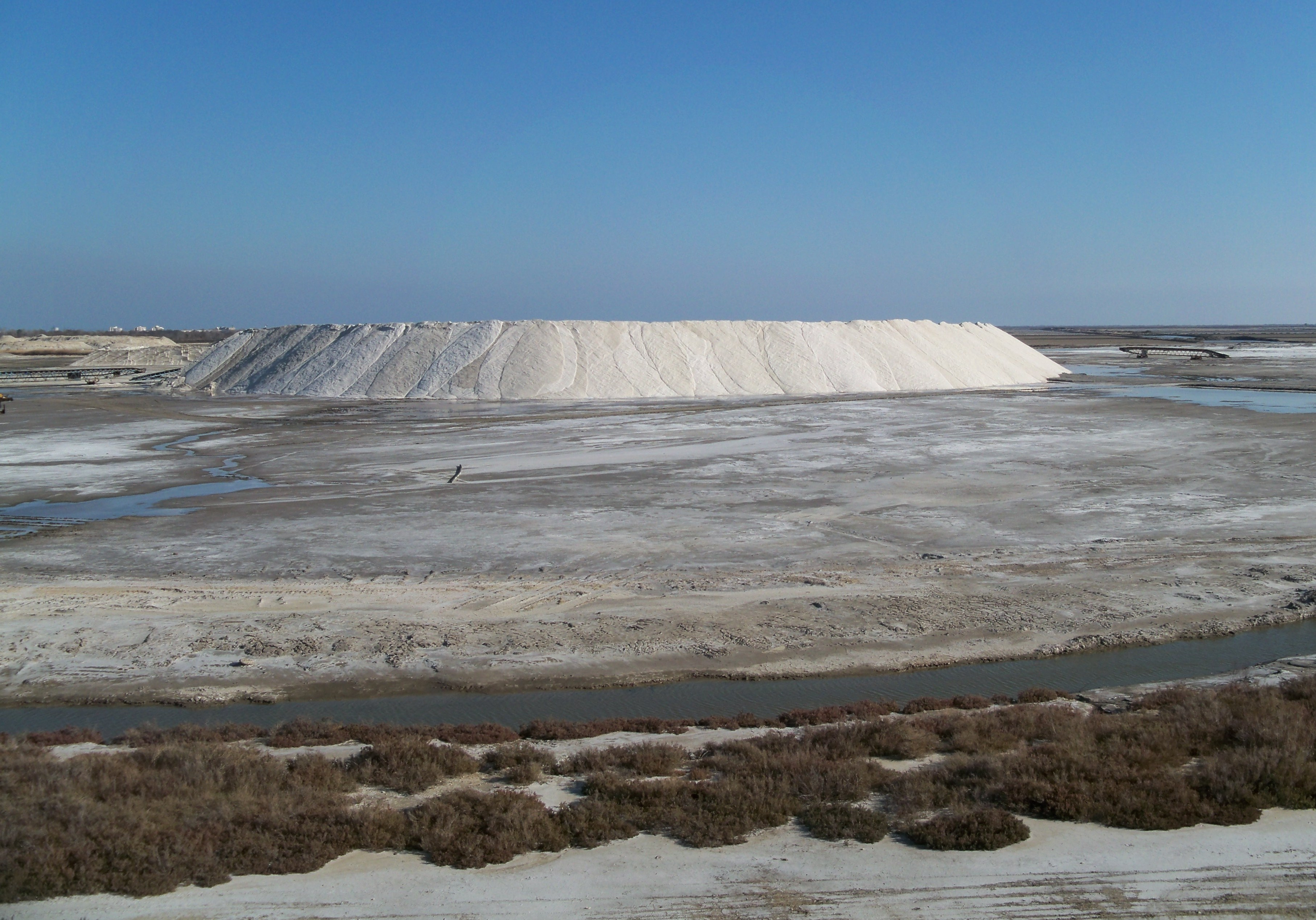
Exploitation du sel
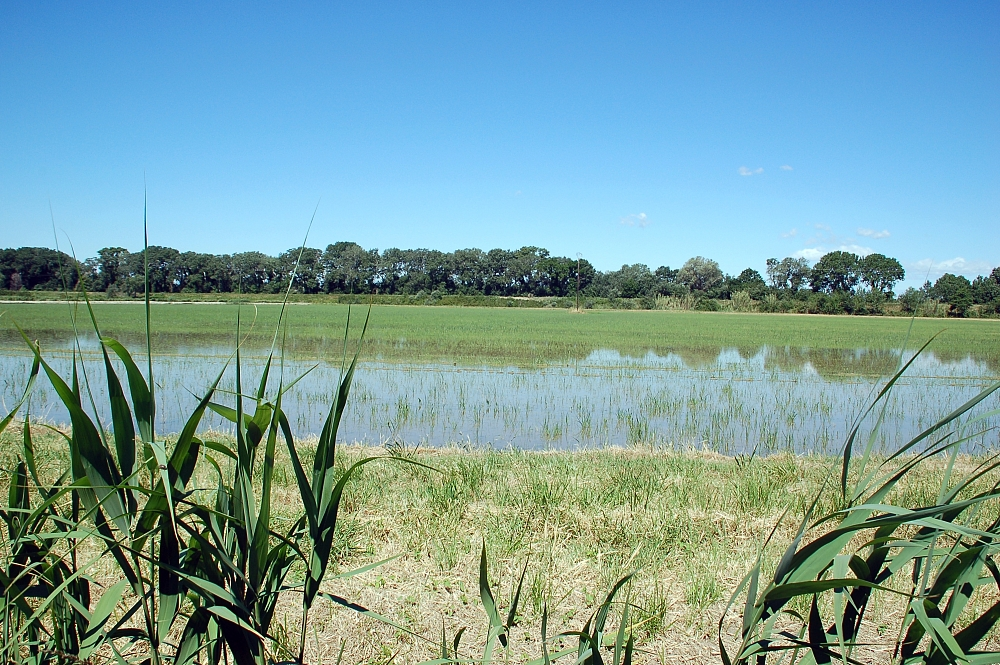
Rizière en Camargue
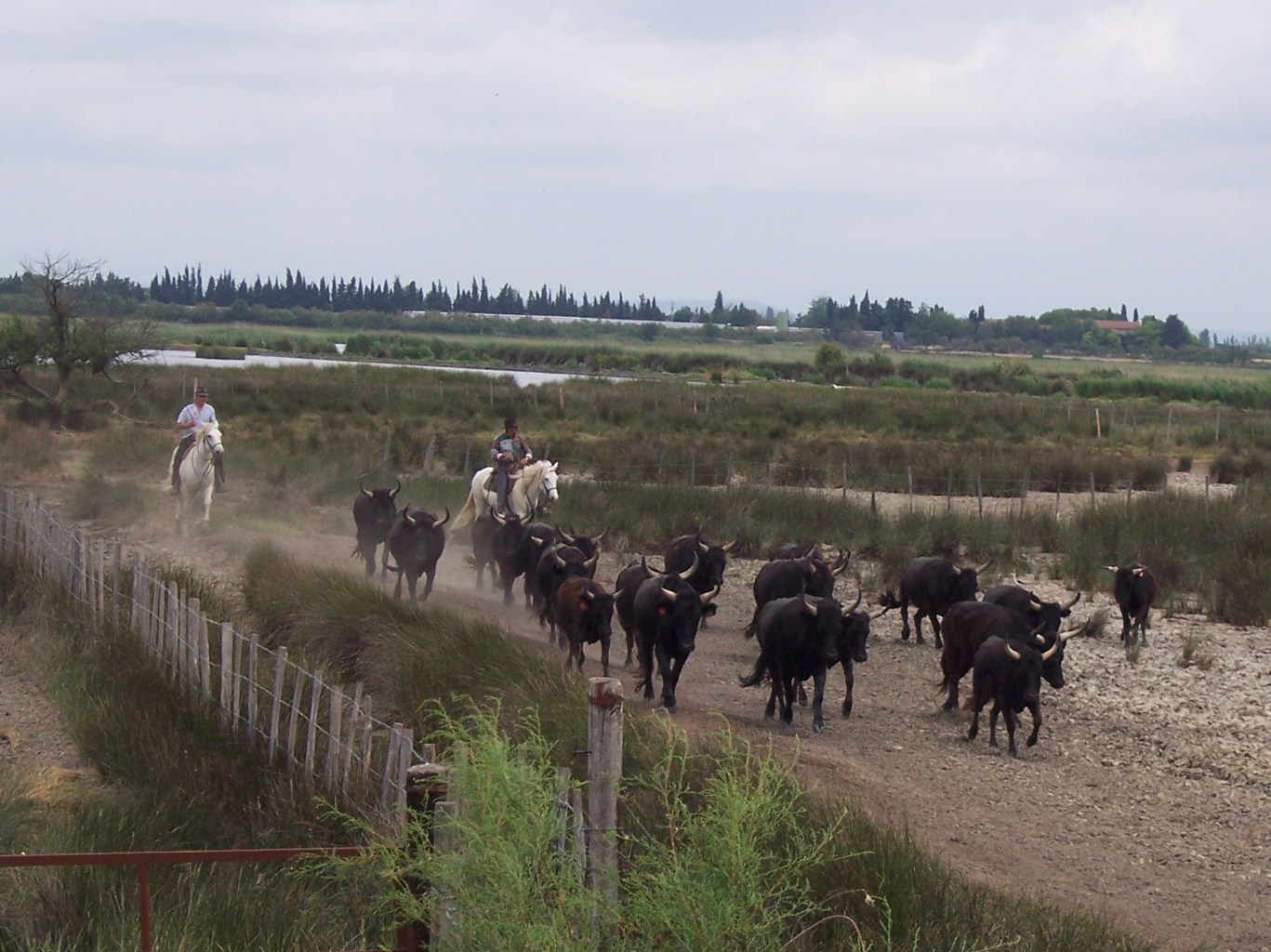
Manade en Camargue
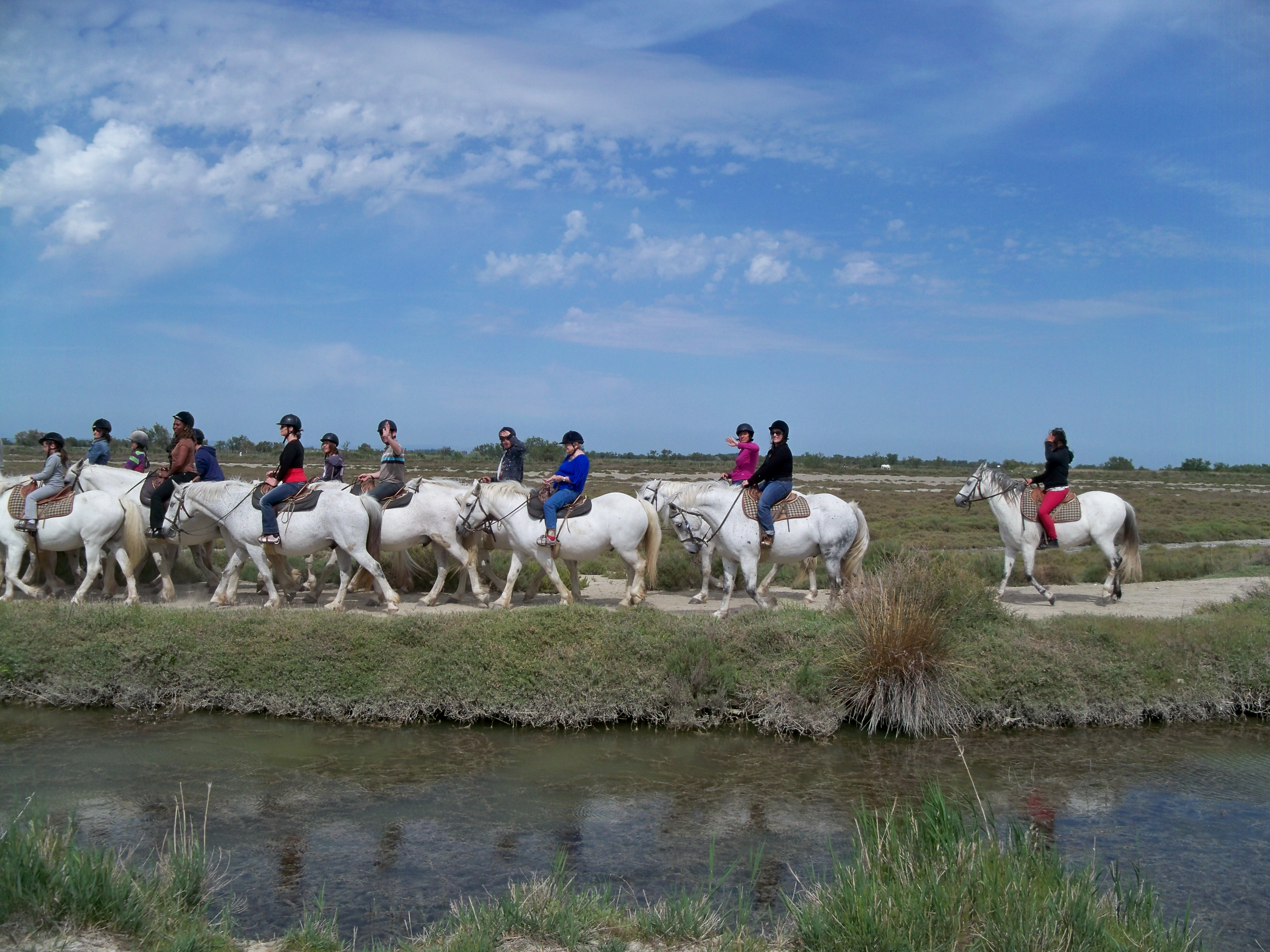
Tourisme équestre à l'étang de Vaccarès